# 羅肖里鄉 (雅洛米察縣)
44°37′N 26°32′E / 44.617°N 26.533°E
羅肖里鄉（羅馬尼亞語：Roșiori, Ialomița），是羅馬尼亞的鄉份，位於該國南部，由雅洛米察縣負責管轄，面積23平方公里，海拔高度67米，2007年人口2,040，人口密度每平方公里89人。